# Giovanni Battista Scapitta

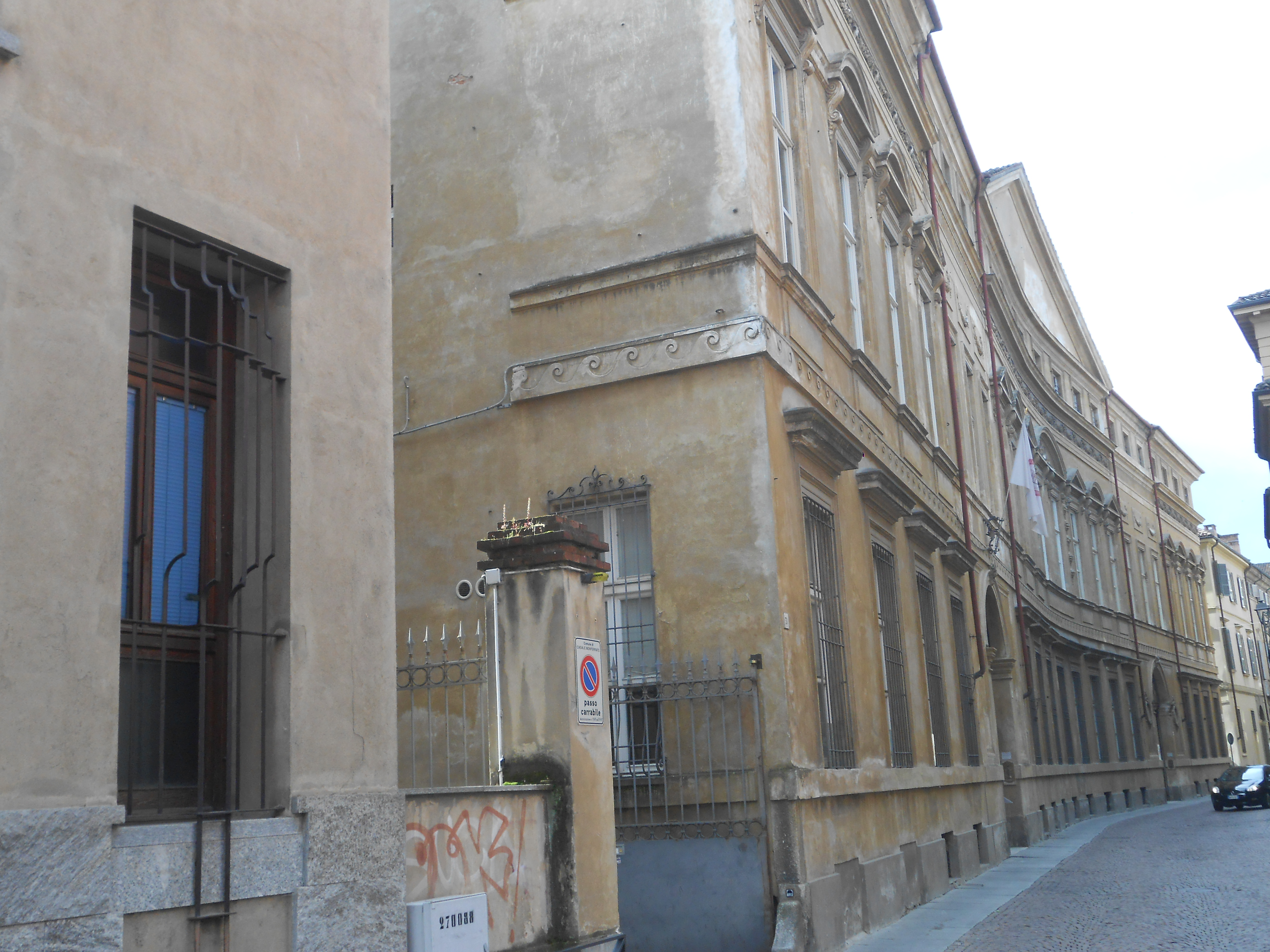
palazzo Gozzani Treville, Casale Monferrato

Giovanni Battista Scapitta (Moncalvo, 17 gennaio 1653 – dopo il 1710?) è stato un architetto italiano.

## Opere principali
- Palazzo Gozzani Treville a Casale Monferrato[1]
- Chiesa di Santa Caterina a Casale Monferrato